# Силицид тетрабора
Тетраборид кремния — неорганическое соединение бора и кремния с формулой SiB4, чёрные или серые кристаллы, не растворяется в воде.

## Получение
- Нагревание смеси хлорид кремния(IV), диборана и водорода до 1050—1500 °С под пониженным давлением 4—40 кПа[3].

- Спекание чистых веществ[4]:

{\displaystyle {\mathsf {Si+4B\ {\xrightarrow {430^{o}C}}\ SiB_{4}}}}

## Физические свойства
Образует чёрные или серые кристаллы
тригональной сингонии,
пространственная группа R 3m,
параметры ячейки a = 0,6319 нм, c = 1,2713 нм, Z = 9.
Не растворяется в воде.

## Химические свойства
- Разлагается при сильном нагревании

{\displaystyle {\mathsf {3SiB_{4}\ {\xrightarrow {1380^{o}C}}\ 2SiB_{6}+Si}}}

## Применение
- Применяется в качестве термостойких и огнеупорных материалов.